# Чахар
43° пн. ш. 115° сх. д. / 43° пн. ш. 115° сх. д.

Розташування Чахару на карті

Чахар (монг. Цахар кит.: 察哈爾, Cháhār) — область Монголії; з 1928 по 1952 рік — монгольська провінція в Китаї з центром в місті Калган (Чжанцзякоу). 
У 1947 році північна частина провінції Чахар, населена переважно халха-монголами, була включена в автономну область Внутрішня Монголія. У 1952 році провінція Чахар була розформована, її територія була включена в провінції Шаньсі і Хебей. 